# Redigobius bikolanus
Redigobius bikolanus és una espècie de peix de la família dels gòbids i de l'ordre dels perciformes.

## Morfologia
- Els mascles poden assolir 4,2 cm de longitud total.[2][3]

## Alimentació
Menja peixets i invertebrats.

## Depredadors
Al Japó és depredat per Eleotris acanthopoma.

## Hàbitat
És un peix de clima tropical (21 °C-28 °C) i bentopelàgic.

## Distribució geogràfica
Es troba a la Samoa Nord-americana, Austràlia, Cambodja, Comores, les Illes Cook, Fiji, Guam, Indonèsia, el Japó (incloent-hi les Illes Ryukyu), Madagascar, Malàisia, Maurici, la Micronèsia, Nova Caledònia, Palau, Papua Nova Guinea, les Filipines, les Seychelles, Sud-àfrica, Taiwan i Vanuatu.

## Observacions
És inofensiu per als humans.